# Carduus maritimum
Carduus maritimum là một loài thực vật có hoa trong họ Cúc. Loài này được Elmer mô tả khoa học đầu tiên.